# Méthode Vorwärts d'apprentissage de l'allemand
La méthode Vorwärts est une méthode d'apprentissage de la langue allemande, utilisée dans les années 1960[Quand ?] jusqu'à la fin des années 1990 dans les écoles de Suisse romande (1984 - 1998), d'Angleterre et du Canada.
La méthode est construite sur de petites histoires se passant à Cadolzburg, petit village de Bavière. Elles racontent la vie de la « famille Schaudi », cliché de la classe moyenne rurale allemande traditionnelle (femme au foyer, deux enfants).

## Historique
La méthode, d'origine britannique, a été écrite par Harald Seeger et publiée aux éditions Leeds (E.J. Arnold). Elle avait été à l'origine développée par la University of York sous l'égide du Schools Council (Great Britain) pour enseigner l'allemand dans des pays arabophones[réf. nécessaire]. Elle est utilisée dans les années 1960 en Allemagne de l'Ouest pour apprendre l'allemand aux immigrés turcs, yougoslaves ou grecs.
En 2006, une pièce de théâtre inspirée de la méthode est mise en scène par une compagnie jurassienne,,. La pièce reçoit le Prix Innovation 2006 de la bourse suisse des spectacles.
Un site Internet parodique consacré à la famille Schaudi voit le jour en 2008,.

## Personnages
- Hans Schaudi
- Lieselotte Mayer, amie de Hans.
- Liesl Schaudi : mère de Hans,femme au foyer.
- Heinrich Schaudi : père de Hans, patron d'une caisse d'épargne.
- Fritz Mayer : père de Lieselotte[11], aux USA avec son épouse.
- Lumpi : chien de Hans
- Dieter Mayer : frère de Lieselotte, domicilié à Hambourg[11]
- Inge Schaudi : sœur de Hans, domiciliée à Munich[11]
- Klaus Schilling : ami de Hans.
- Herr Schilling : père de Klaus, droguiste et candidat à un jeu télévisé.
- Uli : jeune fille transformée en horloge parlante par son grand-père sénile, sourdingue, aveugle et abusif.
- Petra : petite amie de Dieter Mayer.

## Phrases connues
- « Guten Tag, ich heisse Hans, Hans Schaudi! »[12]
- « Hans ist mein Sohn! »[13]
- « Lumpi ist mein Hund, wau wau »[9]
- « Bitte, unterbrich mich nicht! »[4]
- « Hilfe, Hilfe, mein Bein ist gebrochen »[14]
- « Der Himmel ist aber dunkel »[14]